# Saint-Jazz-ten-Noode
Saint-Jazz-ten-Noode est un festival de jazz qui se déroule annuellement dans la commune bruxelloise de Saint-Josse-ten-Noode, en Belgique.

## Historique
Le festival Saint-Jazz-ten-Noode est créé en 1985 par l'homme politique et musicien amateur de jazz Jean Demannez, qui deviendra bourgmestre de la commune de Saint-Josse-ten-Noode de 1999 à 2012. Son projet est soutenu par des personnalités telles que son ami Pol Lenders du Pols-Jazz-Club, figure emblématique du jazz belge et bruxellois.

## Le festival
Le festival se déroule chaque année à la fin de l'été, et ce dans le cadre de la Fête de la Communauté française de Belgique.
Alors que les premières éditions du festival se tenaient en plein air sur la place Saint-Josse, actuellement le festival prend place dans des bâtiments publics. Ainsi, la soirée d'ouverture a lieu dans une ancienne gare de chemin de fer, la gare de la chaussée de Louvain rebaptisée « Jazz station », qui est à la fois musée du jazz et lieu consacré à ce genre musical. Les autres événements se déroulent au « Bota », les bâtiments de l'ancien Jardin botanique de Bruxelles.

## Sélection de musiciens s'étant produits au festival

### Belges
- Toots Thielemans
- Sadi
- Philip Catherine
- Steve Houben
- Michel Herr
- Phil Abraham
- Manu Hermia
- Jean-Pierre Catoul
- Aka Moon
- Anne Wolf

### Internationaux
- Clark Terry
- Deborah Brown
- Rhoda Scott
- Michel Jonasz
- Thomas Dutronc
- Tutu Puoane
- Tineke Postma
- Manou Gallo

### Jeune génération
- Mélanie De Biasio
- Alexandre Cavalière
- Pascal Mohy
- Greg Houben
- Quentin Liégeois
- Pierre Anckaert
- Jean-Paul Estiévenart